# Desfiladero de Despeñaperros
Desfiladero de Despeñaperros är ett bergspass i Spanien.   Det ligger i regionen Kastilien-La Mancha, i den centrala delen av landet, 220 km söder om huvudstaden Madrid. Desfiladero de Despeñaperros ligger 663 meter över havet. Arean är 7,6 kvadratkilometer.
Terrängen runt Desfiladero de Despeñaperros är huvudsakligen kuperad, men åt nordost är den platt. Desfiladero de Despeñaperros ligger nere i en dal. Runt Desfiladero de Despeñaperros är det glesbefolkat, med 13 invånare per kvadratkilometer. Närmaste större samhälle är La Carolina, 17,2 km sydväst om Desfiladero de Despeñaperros. 